# Apamea farinulenta
Apamea farinulenta är en fjärilsart som beskrevs av Hugo Theodor Christoph 1893. Apamea farinulenta ingår i släktet Apamea och familjen nattflyn. Inga underarter finns listade i Catalogue of Life.